# Repórter X
Reinaldo Ferreira, conhecido pelo pseudónimo de Repórter X (São Mamede, Lisboa, 10 de agosto de 1897 – Mártires, Lisboa, 4 de outubro de 1935), foi um repórter, jornalista, dramaturgo e realizador de cinema português. Era pai do poeta Reinaldo Ferreira (filho), que viveu em Moçambique.
Iniciou a sua carreira jornalística aos doze anos de idade e foi, desde os vinte até à sua morte, considerado o maior repórter português.[carece de fontes?] Em 1926, instalou residência permanente no Porto.[carece de fontes?]

## Biografia
Nasceu a 10 de agosto de 1897 na freguesia de São Mamede, em Lisboa, e foi batizado na igreja paroquial de São Mamede como filho ilegítimo de Amélia Hermenegilda de Azevedo e Silva Ferreira, natural de Lisboa (freguesia de São José), e de pai incógnito. O assento de batismo foi retificado a 8 de maio de 1906, uma vez que ficou provado, por sentença do juízo eclesiástico do Patriarcado de Lisboa, que Reinaldo Ferreira era filho legítimo da sua mãe e de Lino Maria Ferreira, empregado no escritório da Companhia Nacional e da Fábrica de Vidros da Marinha Grande.
Em 1917, com dezanove anos, inicia a publicação das aventuras de Gil Goes no jornal "O Século", em forma de cartas enviadas "por um desconhecido". E a coisa atingiu tais proporções que o jornal achou prudente revelar o embuste. Mas o folhetim, finalmente assumido como ficção, prosseguiu até ao seu desenlace, e não tardou a transformar-se em livro - "O Mistério da Rua Saraiva de Carvalho" -, que José Leitão de Barros tentou mesmo adaptar ao cinema com o título "O Homem dos Olhos Tortos". Segundo Joel Lima, minucioso biógrafo do Repórter X e autor de um extenso prefácio à recente reedição conjunta das suas histórias do "Dr. Duque, o Cartomante do Raciocínio" - uma espécie de Nero Wolfe "avant la lettre" -, a Cinemateca Portuguesa conserva ainda mil metros de película rodados para este abortado projecto.[carece de fontes?]
Escassos meses após ter encerrado as aventuras de Gil Goes, Reinaldo Ferreira publica em "A Manhã", em março de 1918, um "inquérito à mendicidade". Fez-se fotografar mal barbeado e andrajoso, de mão estendida, e o público convenceu-se de que o repórter fizera, de facto, vida de mendigo. Mas, salvo o retrato, era tudo inventado, incluindo os $47 centavos que lhe teria rendido esta incursão na indigência.[carece de fontes?]
Neste mesmo ano, volta à carga em "O Século" com o suposto assassinato de uma estrangeira, perpetrado pelo respectivo marido numa pensão de Lisboa. Desta vez, auxiliado por Stuart Carvalhais, vai ao ponto de pôr um quarto da dita pensão em pantanas e de espalhar sangue de galinha pelo aposento. E, a encerrar o ano de 1918, "recolhe" as últimas palavras do presidente Sidónio Pais, assassinado na Estação do Rossio: "Morro eu, mas salva-se a Pátria", "Morro, mas morro bem. Salve-se a Pátria" ou simplesmente "Morro bem. Salve-se a Pátria". A verdade é que não presenciou o sucedido em virtude de ter chegado tarde para a reportagem prevista e, ao que parece, o estadista tombou sem ter tido tempo de dizer seja o que for, uma vez que foi atingido num pulmão e, consequentemente, não conseguiria falar.[carece de fontes?]
A 28 de junho de 1919, foi agraciado com o grau de Oficial da Ordem Militar de Sant'Iago da Espada.
Ir à Rússia sem sair de Paris
Já casado com Lucília Ferreira - de quem depois se irá divorciar -, e sendo já pai de uma filha, Yolanda, Reinaldo Ferreira abala em 1920 para Paris, ao serviço da filial francesa da Agência Americana, que fora fundada pelo escritor brasileiro Olavo Bilac. Pelos finais do ano seguinte já deixara esta empresa e radica-se em Barcelona com a família, incluindo a mãe, que o pai abandonara. É aqui que nasce Edgar Reinaldo, que depois será o poeta Reinaldo Ferreira (filho).
Com a subida ao poder de Primo de Rivera, o jornalista regressa a Portugal, mas não sem antes enviar de Barcelona uma crónica à imprensa de Lisboa, atacando o ditador. Assina o artigo com o seu próprio nome, mas um amigo faz-lhe ver que poderia sofrer represálias e, prudente, Reinaldo escreve por cima "Repórter". Todavia, por um desses acasos do destino, o tipógrafo que recebe a peça vê um "x" no que não era mais do que o rabisco final da mal escondida assinatura. Nascia, assim, o Repórter X.
Já empregado no "ABC", o jornal envia-o à Rússia, em 1925, para acompanhar a luta intestina desencadeada após a morte de Lenine. De Paris, onde terá experimentado pela primeira vez a morfina, Reinaldo informa que lhe está a ser difícil conseguir um visto, mas vai mandando trabalho, designadamente uma entrevista forjada a Conan Doyle. E, finalmente, começam a chegar as crónicas de Moscovo, onde o jornalista passa a vida a tropeçar em portugueses, desde o porteiro do Kremlin ao homem que embalsamou Lenine. A convicção de Joel Lima é a de que o nosso repórter nunca pôs os pés na Rússia e que se limitou a ficar em Paris, aguardando os artigos de Henri Béraud, que para lá fora destacado pelo "Le Journal".
Em 1926 está de novo em Portugal, fixando-se agora no Porto e escrevendo simultaneamente para o ABC e para "O Primeiro de Janeiro". Também se encontra colaboração da sua autoria no semanário O Domingo Ilustrado  (1925-1927) bem como na revista Ilustração  (1926-).
É em março desse ano que se dá em Lisboa o célebre assassinato da corista Maria Alves, estrangulada num táxi e lançada morta para a sarjeta. Baseando-se em anteriores crimes congéneres e na intriga de um romance espanhol, Reinaldo aventa nos jornais que o culpado é o ex-empresário da vítima, Augusto Gomes. E o espantoso é que acerta.
Aproveitando mais este sucesso do então já famoso Repórter X, o "Janeiro" publica-lhe o folhetim "O Táxi nº 9297", que irá ser publicado em livro, levado ao palco e convertido em filme, que o próprio Reinaldo Ferreira dirigirá no Porto, nos estúdios da falida Invicta Film, com Alves da Costa no papel do protagonista. Já em 1924 vira adaptada ao cinema, em Espanha, a novela El Botones del Rit (O Groom do Ritz), e a sua Repórter X Film produzirá ainda três curtas-metragens.
O desvairado caso das libras de louça
Abandonado por Lucília em 1928, Reinaldo passa a viver no ano seguinte com Carmen Cal, ainda aparentada com a família portuense dos advogados Cal Brandão. Continua, entretanto, a trabalhar no "Janeiro", onde congemina a mais inverossímil das suas "reinaldices": uma alegada campanha alemã para desacreditar a moeda inglesa, que passaria pela produção de libras de louça. Isso mesmo, de louça; quebravam-se e tudo. O pior é que envolveu na trama o banqueiro Francisco Borges, do Banco Borges & Irmão, e a coisa, naturalmente, deu para o torto. Despedido do diário portuense, que ainda assim voltará depois a empregá-lo, funda vários jornais de pouca dura, até que, em 1930, financiado por um irmão, Ângelo, lança, em Lisboa, o "Repórter X", que durará até 1933. A chefia da redacção é confiada a Mário Domingues, que fora seu condiscípulo no Colégio Francês e que não tarda a abandonar o projecto para fundar "O Detective", onde denunciará, aliás, algumas "reinaldices".
De novo no Porto, Reinaldo Ferreira é internado, em finais de 1932, para uma cura de desintoxicação. E escassos meses depois decide confessar a sua morfinomania nas páginas do "Repórter X", dando também à estampa o primeiro volume - e o único que publicou em vida - das "Memórias de um ex-morfinómano".
No final da vida ainda lançará os efémeros jornais "A Reportagem da Semana" e o "X". Mas, regressado à dependência da morfina, separa-se em 1935 de Carmen Cal - de quem tivera um filho, Oswaldo - e, no dia 4 de Outubro desse ano, morre em Lisboa, vítima de broncopneumonia, no 3.º andar do n.º 8 do Largo do Directório (actual Largo de São Carlos), na freguesia dos Mártires, onde residia. Apesar da separação, morreu casado com Carmen Cal - do registo de óbito consta a referência de que era casado com Carmen Cal, de 27 anos, registada como residente no Porto.
Além das suas reportagens, entre as quais se contam fascinantes visões futuristas do Porto e Lisboa do ano 2000, Reinaldo Ferreira deixou ainda uma quantidade assombrosa de novelas, sobretudo policiais e de espionagem, além de várias peças de teatro. No "Diabo", Fernando de Araújo Lima garantirá, após a sua morte, que o viu escrever de jacto, a uma mesa do café portuense Avenida, para ganhar uma aposta de 250 escudos, a novela "Impossível", editada em 1929.
Se, como jornalista, e não obstante os seus múltiplos talentos, Reinaldo Ferreira merece óbvias reservas, já a sua inspiração torrencial, e até as acidentadas circunstâncias da sua biografia, fazem dele uma das nossas mais fascinantes figuras da primeira metade do século: uma espécie de Camilo da "série B".

## Filmografia
- El Botones del Ritz (O Groom do Ritz - 1923) - filme perdido
- O Táxi nº 9297 (1927)
- Rita ou Rito? (1927)
- Vigario Sport Club (1927) - filme perdido (restam algumas imagens)
- Hipnotismo ao Domicílio (1927) - restam 566 metros de película
- Entrevistas Cinematográficas com Escritores e Jornalistas de Lisboa (1927) - material perdido
- O Diabo em Lisboa (1926/28) - filme perdido